# Rafael Contreras Juesas
Wikidata:Rafael Contreras Juesas (Q132901823)

Rafael Contreras Juesas (València, 28 d'agost de 1933-23 de novembre de 2017) va ser un cartellista, dissenyador gràfic i fotògraf de relleu dins del panorama del cartellisme valencià, especialment del de tipologia festiva.

## Biografia
En 1945 inicia els seus estudis de dibuix a l'Escola d'Arts Aplicades i Oficis Artístics de València, en la qual va ser alumne del seu oncle José Contreras Mongrell, José Ballester Delmás i de Genaro Lahuerta, obtenint el títol de Graduat en Arts aplicades.
En 1947 comença a treballar en l'empresa del seu pare, Rafael Contreras Mongrell, fent treballs de pintura mural i restauració. En 1951 entra per primera vegada en contacte amb el disseny gràfic treballant com a creatiu en Publicitat Crespo, experiència que li va servir per a ingressar al març de 1953 com a dissenyador gràfic en la prestigiosa Litografia Ortega, on s'imprimien els cartells de bous per a Espanya i Hispanoamèrica. També va treballar en Gràfiques González de Logronyo, i en Litografia Fills de Simeon Durá, des de la qual durant dos anys va dirigir la campanya publicitària de la taronja per a tota Europa. Arribà ser director d'art en Litografia Durá i Litografia Ortega, impremtes importants en la història del disseny gràfic valencià.
En 1965 va ingressar a l'Escola Superior de Belles Arts de Sant Carles, en la qual tan sols volia preparar-se en perspectiva i anatomia per als seus projectes de decoració i murals, encara que va acabar obtenint el títol de professor de dibuix.
En 1972 es va titular com a Llicenciat en Ciències de la informació, branca de Publicitat i va obrir el seu estudi propi de Disseny Gràfic i Fotografia Publicitària a València en el qual va treballar per a prestigioses signatures com a Famosa, o Turrones El Almendro, realitzant dissenys i fotografia de producte. El seu estudi va funcionar fins a 1978 en el qual va cedir la seua completa titularitat al seu soci Álvaro Beltrán Bueno.
L'any 2005 va ser distingit amb la Medalla de la Facultat de Belles Arts de Sant Carles.
En 2018 València va dedicar-li un carrer i una placa commemorativa en relleu, obra del seu amic, el també cartellista Vicente Lorenzo.
En 2024 l'Ajuntament de València va exhibir l'exposició titulada Rafael Contreras Juesas i els Mongrell.
Se'l considera el promotor del disseny gràfic a València, perquè va introduir l'especialitat en la Facultat de Belles Arts, va encunyar el terme Escola Valenciana del Cartell, va publicar nombrosos llibres i estudis sobre el cartellisme valencià, i va fomentar el seu reconeixement com una de les Belles Arts.

## Carrera professional

### Obra
Procedent d'una família de pintors, els seus besoncles José Mongrell Torrent i Bartolomé Mongrell Muñoz, pioners del cartellisme valencià, van influir en la seua paleta de colors. La seua obra beu a més de l'art de mestres com Dubón, Segrelles, Canet, Ballester i Renau.
Al llarg de la seua vida va dissenyar un centenar de cartells, d'entre els quals va aconseguir 11 primers premis en diversos concursos. 36 originals dels mateixos estan depositats actualment en museus i institucions públiques. Va realitzar cartells de la Loteria Nacional per a la Delegació Nacional de Loteries, la Caixa d'Estalvis i Mont de Pietat de València, esdeveniments com la Fira mostrari Internacional de València, per a la qual va realitzar el seu primer cartell al maig de 1951 a l'edat de 17 anys. També va realitzar cartells per a la Mostra de València Cinema del Mediterrani (2004), Gran Fira de València (1958, 1961, 1966, 1983, 2001) Saló del Còmic de Barcelona (1955) i marques comercials com La Lechera.
Contreras va aconseguir sis primers premis de cartells de Falles i va ser pioner a introduir les Falles en la Universitat. Els cartells fallers de Rafael Contreras són festius i coloristes, però no humorístics a excepció de la sèrie de L'Olimpíada de l'Humor. Dissenyà cartells de falles des de 1979 fins a l'any 2000. El seu cartell de Falles de 1982 és per a molts hui dia el millor cartell de falles que s'ha fet pel gir rotund en el plantejament estilístic d'aquesta mena de cartells.
| « | El de Falles de València de 1982 considerat per molts el millor cartell de falles que s'ha fet, sorprén per la utilització de l'aquarel·la-líquida amb la qual aconsegueix una potent taca de color, no necessita de cap figura, ací el color l'inunda tot i crea una atmosfera de foc que ens submergeix de ple en la festa | » |
| — Arce Martínez, JM., Arce Martínez, JM. (2014). Rafael Contreras Juesas [Tesis doctoral]. Universitat Politècnica de València. http://hdl.handle.net/10251/36064 | |   |

### Docència
Doctor en Belles Arts, va impartir classes com a professor en diverses institucions educatives de València. Va exercir com a professor de disseny gràfic a l'Escola d'Arts Aplicades de València des de 1971, sent director del Departament de Disseny gràfic en 1982 i on romandria com a professor fins a 1989. També va ser professor en la Facultat Belles Arts en la Universitat Politècnica de València des de 1978, on va impartir les assignatures de Dibuix del natural, Procediments gràfics i Disseny gràfic, així com cursos de doctorat.
Fruit d'una beca d'investigació, que se li va concedir en 1986 per la Generalitat Valenciana, va viatjar a l'Escola Nacional Superior d'Arts Decoratives de Paris amb la finalitat de conéixer els programes i mètodes de l'especialitat de Disseny gràfic i Comunicació Visual. De retorn a València va redactar un nou pla d'estudis de l'assignatura de disseny gràfic en la Facultat Belles Arts en la Universitat Politècnica de València.
En 1989 abandona completament la docència a l'Escola d'Arts i Oficis en guanyar la seua plaça de professor titular en la Universitat Politècnica de València en l'assignatura de Procediments gràfics, que ocuparia fins a la seua marxa al setembre de 2002.
Rafael Contreras va ser precursor del Màster d'Arts Gràfiques iniciat en 1991 en la Universitat Politècnica de València , en el qual va dirigir el mòdul sobre disseny gràfic. Aquest Màster ha sigut considerat el primer màster sobre Arts gràfiques impartit a Espanya.  També va ser cofundador del Grup d'Investigació en el Departament de Disseny Gràfic de la Facultat de Belles Arts de Sant Carles.
L'any 1975 va participar en el 1r Congrés Internacional sobre didàctica de les arts plàstiques, en el qual va defensar la creació d'un batxillerat artístic amb la finalitat que els alumnes que pensaren cursar ensenyaments artístics tingueren una millor preparació. La seua proposta va causar l'interés del llavors ministre d'educació Julio Fuentes i transcorregut un temps es va instaurar la modalitat d'Arts en el Batxillerat.

### Falles
En 1961 ingressa en la Junta Central Fallera com a vocal, en la qual va arribar a ser assessor artístic en 1964 i posteriorment delegat de propaganda fins a 1970. Dins de la mateixa va realitzar els cartells publicitaris dels sis certàmens de les Olimpíades de l'humor i va col·laborar en l'organització de la visita a València d'un elevat nombre de periodistes nacionals i estrangers amb motiu de les Falles de 1966, cosa que va contribuir a la difusió de la festa fallera. En 1963 la Junta Central Fallera va aprovar a proposta de Rafel Contreras la creació de l'Exposició del Ninot infantil.

### Cartellisme valencià
Rafael Contreras va contribuir a la recerca sore el cartellisme valencià amb la publicació de nombrosos llibres i estudis sobre el que ell va denominar L'Escola valenciana del cartell
Algunes de les seues publicacions són:
- Los carteles de Fallas de Valencia. Ajuntament de València. 1998.
- Carteles y cartelistas valencianos. Ajuntament de València. 2003.
- Carteles de la Feria de Julio de Valencia. Ajuntament de València. 2003.
- La Semana Santa Marinera de Valencia y sus carteles. Ajuntament de València. 2009.

A més, va ser fundador i primer President de l'Associació Valenciana d'Amics del Cartell (AVAC) càrrec que va ostentar des de 1997 fins a 2004.Un dels seus anhels era que València tinguera un Museu Valencià del Cartell.

### Fotografia
Junt amb Ramón Izquierdo Sánchez i Fotografia Cuesta se'l considera pioner dels processos de revelat manual de grans diapositives a color a València. Gràcies a ell, Litografies Durá es va convertir en la primera impremta a València que va emprar els procediments fotogràfics a color.
Treballant en la Litografia Durá en els anys 70 Contreras va intuir que la fotografia anava a ser una gran auxiliar el disseny gràfic, sobretot pel que fa a catàlegs de producte. En 1976 va adquirir el títol de Fotografia Industrial i Artística davant el Tribunal Empresarial de Barcelona, títol al qual obligava en l'època la normativa legal vigent per a exercir com a fotògraf. Va aconseguir la creació d'un laboratori fotogràfic en Litografia Dura, en el qual es realitzava un procés de revelat compost per 7 banys consecutius efectuat de forma completament manual.